# Middeleeuwse monumenten in Kosovo
Achter de titel Middeleeuwse monumenten in Kosovo gaan vier Byzantijnse gebouwen schuil die staan op de Werelderfgoedlijst. Ze liggen allen in Kosovo.
Het betreft:
- Klooster Visoki Dečani
- Patriarchaat van Peć Klooster, Peje
- Kerk van de Maagd van Levisha, Prizren
- Klooster Gračanica, Pristinë

Het Klooster Dečani is al werelderfgoed sinds 2004. In 2006 is het erfgoed uitgebreid met de drie andere religieuze gebouwen en kreeg het de nieuwe naam Middeleeuwse monumenten in Kosovo. Vooral de unieke Byzantijnse fresco's worden geroemd.
De kloosters staan sinds 2006 ook op de Rode Lijst van het bedreigde werelderfgoed vanwege de politieke instabiliteit ter plekke en het gebrek aan management plannen.

Klooster Graçanicë
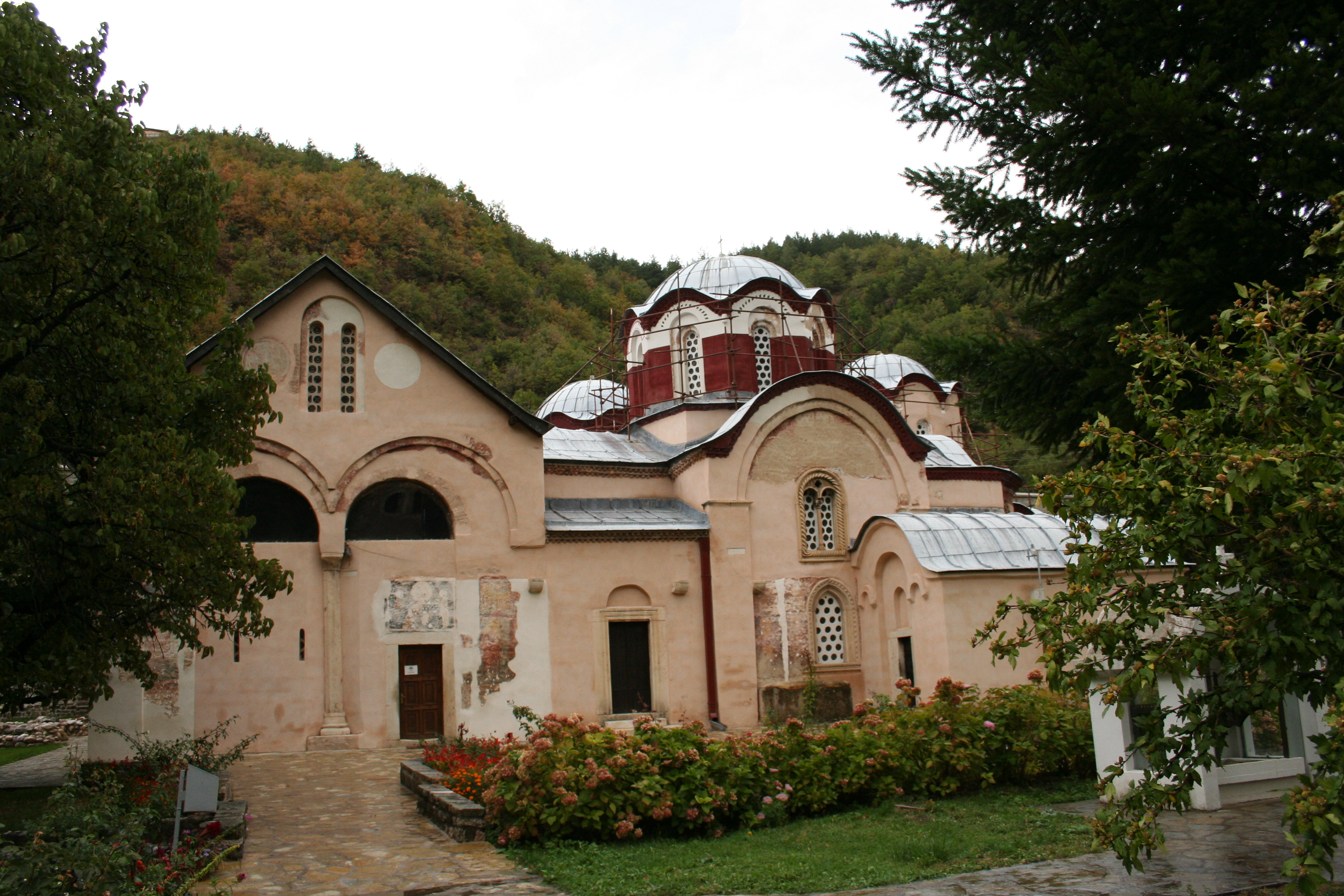
Patriarchaat van Pejë